# Volo Atlasjet 4203
Il volo Atlasjet 4203 era un volo di linea della compagnia turca Atlasjet tra Istanbul e Isparta operato da World Focus Airlines con un McDonnell Douglas MD-83 che il 30 novembre 2007 si schiantò contro un rilievo montuoso durante la fase di avvicinamento all'aeroporto di Isparta, causando la morte di tutti i 50 passeggeri e i 7 membri dell'equipaggio.

## Contesto

### L'aereo
Il velivolo coinvolto era un McDonnell Douglas MD-83 prodotto nel 1994. L'aereo era stato consegnato nel settembre 1994 a Reno Air, dove aveva operato fino ad agosto 1999, quando la compagnia venne assorbita da American Airlines, nella quale rimase in servizio fino al 2001, quando venne acquistato dalla compagnia turca Freebird Airlines e presso cui rimase in servizio fino a maggio 2005. A quel punto, l'aereo venne acquistato da World Focus Airlines e ricevette la registrazione TC-AKM. Negli anni seguenti, l'MD-83 venne ceduto in leasing a Turkish Airlines nel novembre 2005 e ad Atlasjet a luglio 2007.

### L'equipaggio
L'equipaggio era costituito da due piloti, da un tecnico di manutenzione e quattro assistenti di cabina: i piloti, il tecnico e un'assistente di volo erano di World Focus Airlines, tre assistenti di volo erano di Atlasjet. Il comandante Muhammet Serhat Özdemir, di 48 anni e pilota della Türk Hava Kuvvetleri fino al 1987, aveva alle spalle 9 100 ore di volo, di cui 434 con World Focus Airlines. Il primo ufficiale Mehmet Tahir Aksoy, di 55 anni e anch'esso pilota dell'aeronautica turca fino al 2003, era stato assunto dalla compagnia tre mesi prima dell'incidente ed aveva alle spalle 3 141 ore di volo di cui 158 in World Focus Airlines, di cui solo 14 sull'MD-83. A causa della mancanza di registrazioni del Cockpit Voice Recorder è impossibile stabilire con certezza chi fosse il pilot flying, ma riascoltando le registrazioni delle comunicazioni con il controllo del traffico aereo registrate a terra gli investigatori stabilirono che il primo ufficiale fosse ai comandi del velivolo.

### I passeggeri
Tutti i 50 passeggeri, uno dei quali era un bambino di sei settimane, erano cittadini turchi. Tra i passeggeri c'era anche la professoressa Engin Arik, fisica nucleare. Era accompagnata da altri cinque scienziati in viaggio per partecipare a una conferenza presso l'università Süleyman Demirel di Isparta sul progetto del Turkish Accelerator Center. I sei scienziati lavoravano in diverse università turche e avevano ruoli decisivi nel progetto. Il Prof. Arik lavorava anche per l'Organizzazione europea per la ricerca nucleare (CERN) negli esperimenti ATLAS e CAST.
Tutti i passeggeri e i membri dell'equipaggio a bordo rimasero uccisi nell'incidente.

## L'incidente
Il volo 4203 ricevette l'autorizzazione al decollo dall'aeroporto di Istanbul-Atatürk alle 00:54 ora locale (22:54 UTC), in ritardo di un'ora e mezza a causa del ritardo accumulato dopo un volo da Pristina. Alle 01:28, il comandante Özdemir contattò il controllo del traffico aereo richiedendo un avvicinamento VOR-DME per la pista 05 dell'aeroporto di Isparta e il controllo del traffico aereo autorizzò il volo a scendere a 8 000 piedi (2 400 m). L'ultimo contatto radio, nel quale l'equipaggio riportò al controllo del traffico aereo di Isparta di essere in avvicinamento, avvenne alle 01:35 locali.

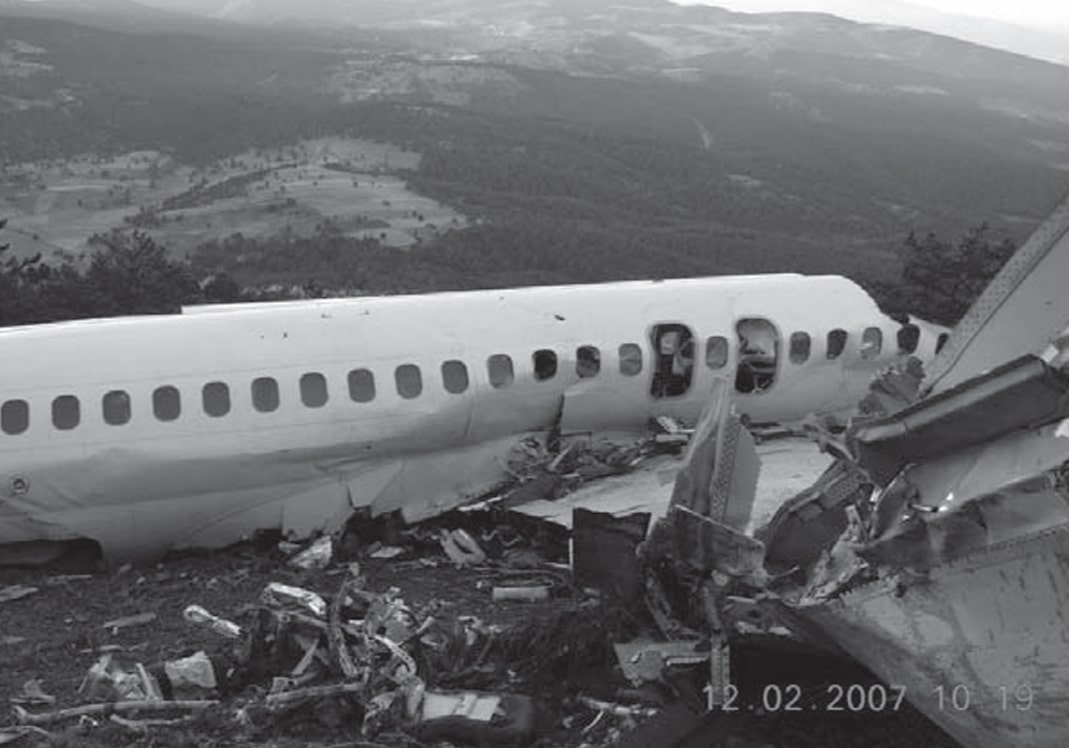
I resti dell'aereo dopo lo schianto

Dopo che il volo 4203 non fu visto giungere a destinazione, dove era previsto che arrivasse intorno alle 01:40, il controllo del traffico aereo di Isparta provò a contattarlo tra le 01:46 e le 01:52 senza successo, contattò il controllo del traffico aereo di Antalya alle 01:46 e alcuni voli in zona per richiedere di entrare in contatto con l'aereo scomparso. Non ottenendo risultati, il controllo del traffico aereo di Isparta dichiarò l'emergenza alle 01:53 e vennero avviate le operazioni di ricerca. A causa dell'oscurità, le ricerche risultarono difficoltose e il relitto dell'aereo venne ritrovato alle 05:42 locali sul monte Türbetepe, a 12 km a ovest dell'aeroporto di Isparta e 6 km a sud-ovest della città di Keçiborlu, a una quota di 6 000 piedi (1 800 m). Il relitto dell'aereo era spezzato in tre parti, con la fusoliera 150 metri più in basso rispetto alla coda e ai motori e la sezione del cockpit distante 50 metri dalla fusoliera. I detriti erano sparsi su una superficie di 5 000 metri quadrati e nessuno degli occupanti venne ritrovato in vita.

## Le indagini
Subito dopo il ritrovamento del velivolo, l'amministratore delegato di Atlasjet Tuncay Doğaner dichiarò che l'incidente era avvenuto a causa dell'errore dei piloti e che non vi era stato un guasto sull'aereo. Analogamente Ali Arıduru, direttore generale della Direzione Generale dell'Aviazione Civile, l'autorità dell'aviazione civile turca, dichiarò che non vi erano stati problemi nella manutenzione e che fosse evidente che l'aereo si fosse schiantato a causa di errore umano. Entrambe le dichiarazioni vennero contestate in quanto fatte in una fase in cui era impossibile trarre conclusioni in base alle valutazioni svolte.
Il Flight Data Recorder e il Cockpit Voice Recorder vennero recuperati nel pomeriggio dopo l'incidente e inviati al Bundesstelle für Flugunfalluntersuchung per essere analizzati. Le analisi del CVR e del FDR risultarono infruttuose perché venne stabilito che l'ultima registrazione del CVR risaliva a un volo tra Istanbul e Kerki del 21 novembre mentre il FDR aveva registrato solamente i primi 14 minuti del volo.
Sebbene l'aereo coinvolto fosse dotato di Enhanced Ground Proximity Warning System, gli investigatori determinarono che il sistema non fosse funzionante al momento dell'incidente a causa di un guasto al canale audio; lo stesso sistema aveva avuto malfunzionamenti in almeno 85 degli ultimi 234 voli dell'aereo e in 33 autotest effettuati molti non erano stati completati con successo a causa di avarie.
A causa dell'impossibilità di analizzare il FDR e il CVR gli investigatori si focalizzarono sulla traccia radar del volo 4203 e sui rottami dell'aereo. Venne osservato che l'aereo procedeva con una deviazione di 30° rispetto alla rotta di avvicinamento alla pista 05 di Isparta. La rotta prevedeva l'avvicinamento con prua a 223° e una successiva virata a destra di 180° per allinearsi alla pista, ma il volo 4203 procedeva con prua di 253°. Nonostante la direzione errata, l'equipaggio continuò l'avvicinamento supponendo di essere sulla corretta traiettoria di volo e virò di 180° a destra impattando poco dopo contro il monte Türbetepe. Al momento dell'incidente le condizioni meteo erano buone e la visibilità non era limitata, i motori funzionavano correttamente, gli slat erano estesi, i flap non erano estesi, i carrelli erano stati estratti e i piloti non erano sotto l'effetto di sostanze alteranti.
Nel rapporto finale, emesso nel novembre 2008 e condiviso inizialmente solo con le persone e autorità coinvolte nelle investigazioni ma successivamente divulgato dalla stampa, è stato determinato che l'incidente è stato causato dai seguenti fattori;
- incapacità dei piloti di seguire il corretto percorso di avvicinamento alla pista 05;
- incapacità dei piloti di valutare la propria posizione e i rilievi circostanti;
- mancato utilizzo dei Terrain Awareness Display;
- carenza di addestramento dei piloti;
- ritardo nel prendere decisioni e reagire per evitare l'impatto dell'aereo contro il terreno.

Altri fattori che hanno contribuito all'avvenimento sono stati:
- assenza di disposizioni in caso di guasto del GPWS in volo, assenza di addestramento sulle funzioni dell'EGPWS e mancanza di abitudine ad utilizzare il Terrain Awareness Display, soprattutto in voli notturni
- volo notturno in ambiente ad alto rischio di volo controllato contro il suolo e mancanza di analisi dei rischi di World Focus Airlines per l'aeroporto di Isparta;
- possibile avaria ai flap e conseguente stress per i piloti;
- mancanza di formazione sul volo controllato contro il suolo all'equipaggio;
- mancanza di formazione Crew Resource Management;
- insufficienza della documentazione addestrativa per l'equipaggio e accesso limitato alla documentazione in base alle necessità dei piloti;
- entrambi i piloti avevano scarsa esperienza sul tipo di aeromobile;
- per entrambi i piloti il volo 4203 costituiva il primo atterraggio all'aeroporto di Isparta;
- avaria al canale audio dell'EGPWS, la cui causa non è stata identificata; secondo la Minimum Equipment List, in caso di EGPWS difettoso, la riparazione deve essere fatta entro 2 giorni dalla segnalazione del difetto;
- avvicinamento condotto manualmente in quanto l'equipaggio non aveva inserito nel Flight Management System né la Standard Instrument Departure né la Standard Terminal Arrival Route.

## Conseguenze
Nel gennaio 2015, l'amministratore delegato di World Focus Airlines Aydın Kızıltan, il proprietario Yavuz Çizmeci e il direttore dell'addestramento İsmail Taşdelen vennero dichiarati colpevoli di omicidio per avere ceduto in leasing un aereo non idoneo al volo e con guasti noti e condannati a 11 anni e 8 mesi. Il direttore della manutenzione ricevette una condanna a 5 anni e 10 mesi. L'ex direttore generale della Direzione Generale dell'Aviazione Civile Ali Arıduru e il suo vice Oktay Erdağı vennero condannati a 1 anno e 8 mesi per negligenza.